# 國際神秘動物學學會
國際神秘動物學學會（英語：International Society of Cryptozoology，縮寫：ISC）是一個專事研究神秘動物學的組織，1982年1月成立，1998年停止運作。
該學會是在芝加哥大學生物學家羅伊·麥考和亞利桑那大學的李察·葛林威爾的籌備之下成立的，1982年1月8日至9日在美國華盛頓特區的史密森尼國家自然歷史博物館舉行成立大會。有「神秘動物學之父」之稱的貝爾納·厄韋爾曼斯被選為該學會的主席，而麥考則被選為副主席，葛林威爾擔任秘書以及年刊《神秘動物學》的編輯:184。學會的標誌是㺢㹢狓。
該學會發行有年刊《神秘動物學》和通訊《ISC News》。